# 興福寺 (登米市)
興福寺（こうふくじ）は、宮城県登米市南方町にある天台宗の寺院。

## 概要
山号は大嶽山。本尊は十一面観世音菩薩で、奥州三十三観音霊場第10番札所である。書院及び庫裏が登録有形文化財に答申された。

## 歴史
創建は不詳だが寺伝によると大同2年（807年）、坂上田村麻呂によって開創、京都清水寺延鎮の開基とされ、奥州七観音の1つにも数えられるが、戦国の兵火に焼かれて中絶した。元和12年（1626年）永盈が観音堂別当となり中興し、箟峯寺末となる。仙台藩統治時代は伊達綱宗の病気平癒の祈祷所に推載された。観音堂は宝永5年（1708年）5月8日焼失し、その後大破。明治15年（1882年）末改築再建が計画された。明治21年（1888年）4月再建され、竣工後持仏堂として現在に至る。

## 文化財

### 書院及び庫裏
西側を寄棟造の書院、東側を入母屋造の庫裏とし、書院正面東端に唐破風屋根を付す。書院は前後二列配置を基本に素朴に造るが、北西座敷の床構えに色ガラスが用いられ、先駆的な試みをうかがわせる。令和2年（2020年）7月17日、文化審議会から登録有形文化財に答申された。

### 六角堂
観音堂の再建に先立ち明治17年に建築された。6尺2寸竿で開口3間、奥行2間半の2階建。昭和40年（1965年）東北大学助教授が仏堂に洋風建築が加味されていたことを日本建築学会に報告し、注目された。昭和51年（1976年）11月3日に南方町（当時）から文化財として指定され、登米市移行後も継続している。

### 観音堂
前述の通り幾度か焼失後、現在の建物は明治21年（1888年）に5年の歳月をかけて再建されたもので、さらに、昭和41年（1966年）に屋根葺替改造がなされた。観音堂の外側の板壁には、中国から伝わった古今の孝子24人を選んだ二十四孝の物語が彫り込まれ、その上の欄間には、十二支が彫られている。平成2年（1990年）10月1日に南方町（当時）から文化財として指定され、登米市移行後も継続している。

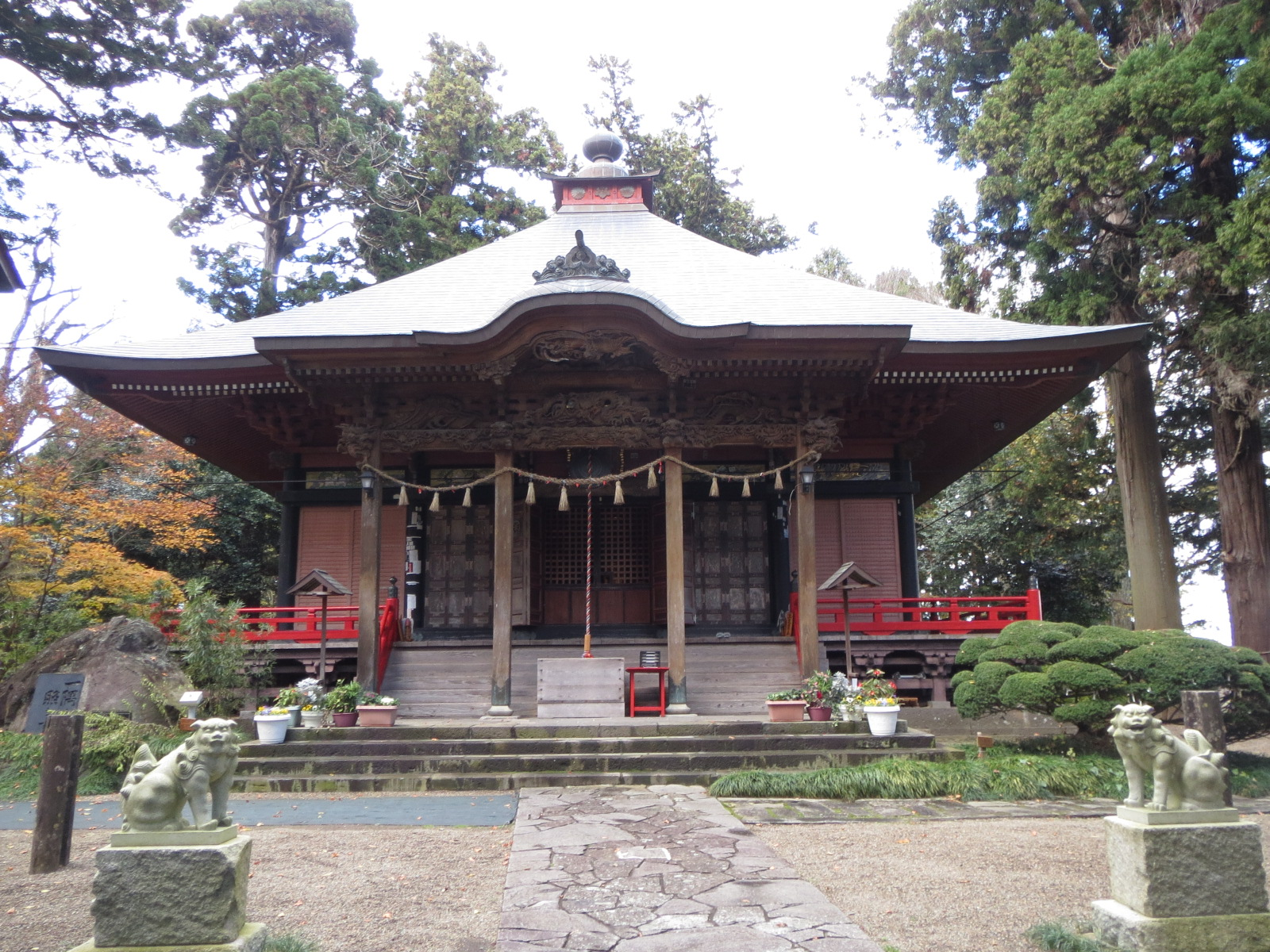
観音堂
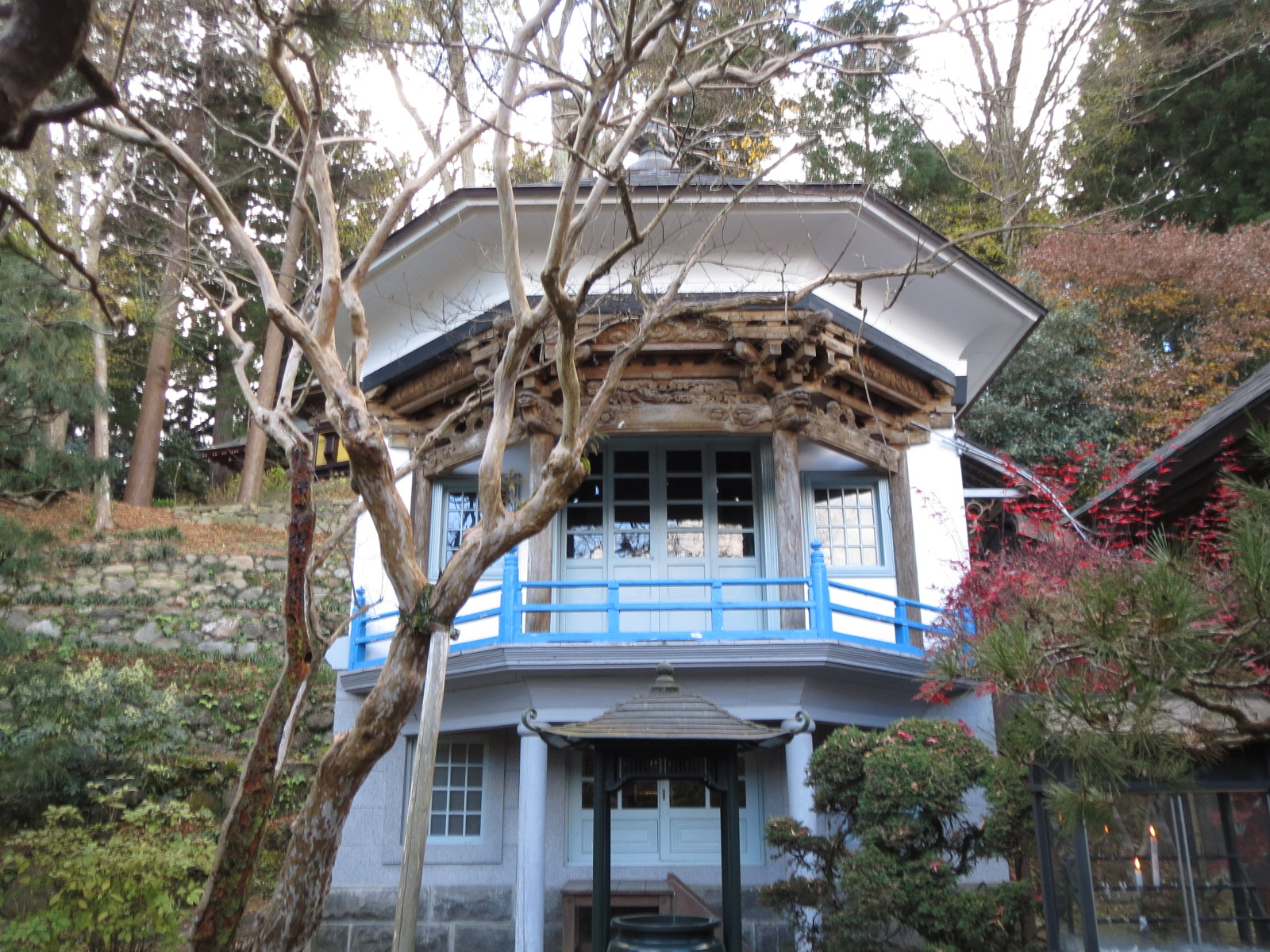
六角堂
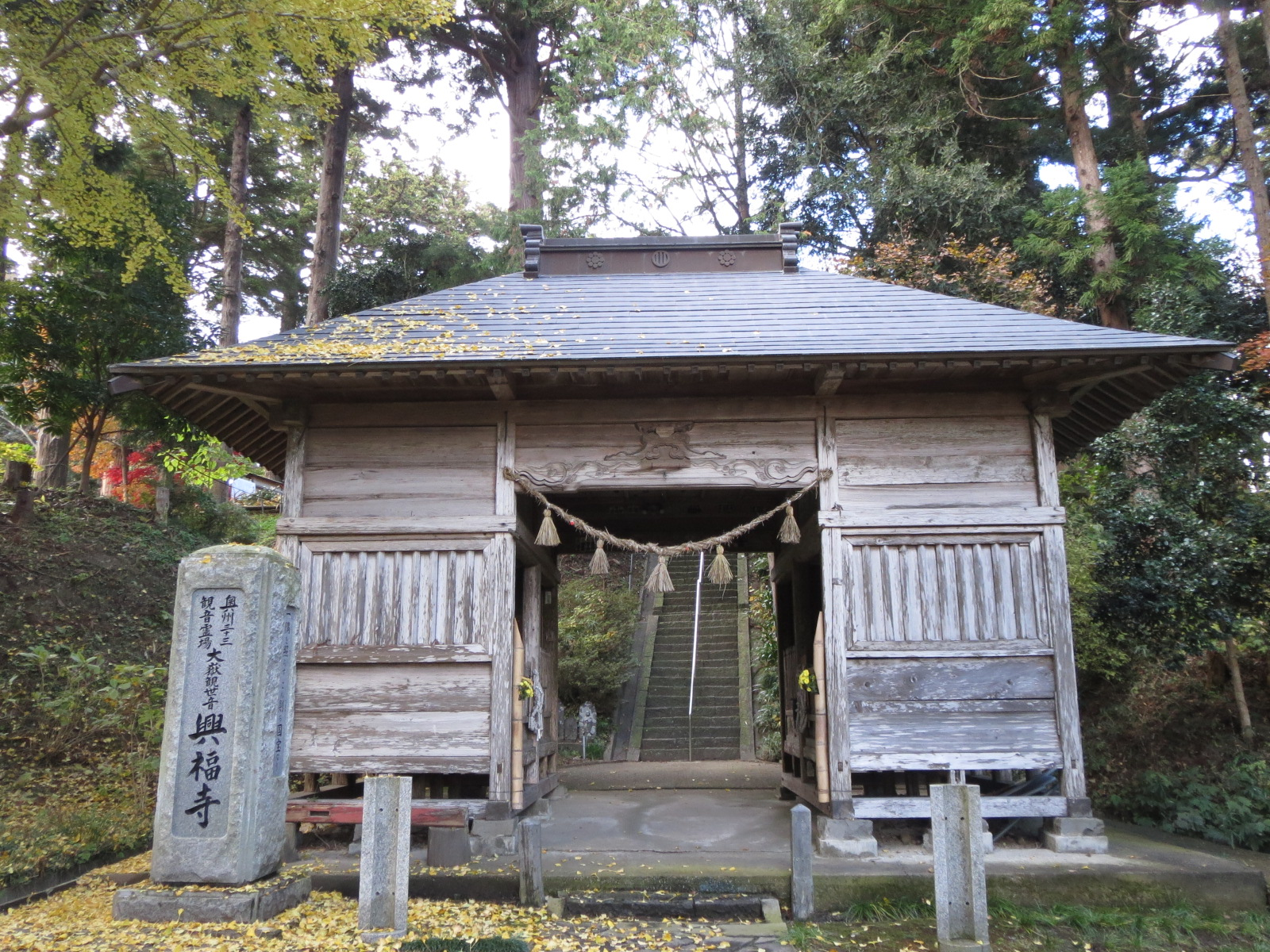
山門